# Jonny Quest
Jonny Quest (englisch The Adventures of Jonny Quest) ist eine US-amerikanische Zeichentrick-Fernsehserie, produziert von den Hanna-Barbera Studios in den Jahren 1964–1965 und 1986–1987. 1996 folgte die Fortsetzung Die neuen Abenteuer von Jonny Quest. Die Serie handelt von dem Jungen Jonny, der seinen Vater auf außergewöhnliche Abenteuer begleitet. Darüber hinaus gibt es eine Comic-Serie mit den Figuren der Fernsehserie.

## Figuren
| Figur                | Sprecher (S1)                       | Sprecher (S2)       |
| -------------------- | ----------------------------------- | ------------------- |
| Jonny Quest          | Tim Matheson                        | Scott Menville      |
| „Race“ Bannon        | Mike Road                           | Granville Van Dusen |
| Hadji                | Danny Bravo                         | Rob Paulsen         |
| Dr. Quest und Bandit | John Stephenson (5 Ep.) Don Messick | Don Messick         |

Jonny Questist ein elfjähriger Junge und Sohn von Dr. Benton Quest. Er besitzt eine Bulldogge mit dem Namen Bandit.
Dr. Benton C. Questist der Vater von Jonny und einer der drei besten Wissenschaftler der Welt. Sein wissenschaftliches und technisches Fachwissen erstreckt sich über viele Gebiete.
Roger T. „Race“ Bannonist ein Spezialagent, Personenschützer und Pilot von Intelligence One. Die Regierung ist besorgt, dass Jonny in die falschen Hände geraten könnte, weshalb sie Race zu dessen Schutz abstellt. Er ist eine Kampfsportexperte und wurde in Wilmette, Illinois, als Sohn von John und Sarah Bannon geboren.
Hadjiist Dr. Quests Adoptivsohn. Wie Jonny ist er elf Jahre alt, er ist jedoch indischer Abstammung und stammt aus Kalkutta, Indien. Die Umstände, die ihn zum Waisen machten, wurden nie näher erläutert. Jedoch wurde in der zweiten Neuauflage der Serie gesagt, dass er ein indischer Prinz sei. Zudem verfügt er über mystische Fähigkeiten, wie Hypnose und Telekinese. Meist trägt er einen Turban.

## Hintergrund
Die Serie wurde 1964 bis 1965 von den Hanna-Barbera-Studios produziert. Regie führten Joseph Barbera und William Hanna, am Entwurf war Doug Wildey beteiligt. Die Serie wurde ab dem 18. September 1964 von ABC ausgestrahlt. Eine zweite Staffel mit 13 Folgen wurde 1986 produziert, dabei führten Oscar Dufau, Don Lusk, Ray Patterson und Rudy Zamora Regie. Die zweite Staffel wurde ab dem 14. September 1986 durch Syndication erstmals ausgestrahlt. In Deutschland erfolgte die erste Ausstrahlung ab dem 30. Dezember 1995 bei Sat.1, Wiederholungen folgten bei Junior. Zudem existieren Übersetzungen ins Japanische und Polnische.
Bei Gold Key Comics erschien 1964 ein Comicband, der die erste Folge der Serie nacherzählte. Der Verlag Comico begann 1986 mit der Veröffentlichung einer Comicserie, zu der unter anderem Doug Wildey beitrug. Autor war William Messner-Loebs. Die Serie erreichte 31 Ausgaben. 1991 erschien bei Hi-Tec Software das Spiel Jonny Quest in Doctor Zin's Underworld für die Heimcomputer-Systeme Sinclair ZX Spectrum, Amstrad CPC und Commodore 64.